# 경원자소송
경원자소송(競願者訴訟)은 인허가 등의 수익적 행정처분을 신청한 여러 명이 서로 경쟁관계에 있어서 한쪽에 대한 허가가 다른 쪽에 대한 불허가가 될 수밖에 없는 경우에서 허가 등의 처분을 받지 못한 자가 제기하는 소송을 말한다. 통설 및 판례는 경원관계만으로 취소를 구할 법률상 이익이 있다고 본다. 경원자소송에서는 법적 자격의 흠결로 신청이 인용될 가능성이 없는 경우를 제외하고는 경원관계의 존재만으로 거부된 처분의 취소를 구할 법률상 이익이 있다.

## 사례
- 법학전문대학원(로스쿨)의 예비인가와 관련하여 인가를 받지 못한 대학이 제기한 예비인가처분취소소송[1]

- LPG충전소허가를 받지 못한 자가 제기한 LPG충전소허가처분취소소송[2]

## 참고 문헌
- 김철용, 행정법, 고시계사, 2012. ISBN 9788958223832
- 김철용, 행정법입문, 고시계사, 2010. ISBN 9788958223061

## 같이 보기
- 경업자소송
- 이웃소송